# Daakchyo
 (avril 2017).
Si vous disposez d'ouvrages ou d'articles de référence ou si vous connaissez des sites web de qualité traitant du thème abordé ici, merci de compléter l'article en donnant les références utiles à sa vérifiabilité et en les liant à la section « Notes et références ».
 (avril 2017).

Simigaon est un petit village dans la vallée du Rolwaling, au Népal. Son nom local Daakchyo vient de la langue Sherpa. Avec sa population d'environ 500 personnes, c'est un village développé et connu de la vallée. Les habitants du village sont des Sherpas et des Tamang mais il s'y trouve également d'autres ethnies. Ce sont des bouddhistes et il y a un vieux monastère en haut du village.
Simigaon est l'entrée principale vers la montagne sacrée Gauri Sankar qui est connu aussi sous son nom local Chhiringmo. Les villageois sont agriculteurs mais beaucoup travaillent dans le tourisme. Certains d'entre eux tiennent une agence de tourisme à Kathmandou. Le village abrite également des alpinistes qui sont arrivés au sommet de l'Everest.
Quelques personnalités du Simigaon: Pasang Sherpa aussi connu sous le nom de Simigaon Pasang. 